# Podlešín (Stebno)
Podlešín (německy Padloschin) je malá vesnice, část obce Stebno v okrese Ústí nad Labem. Nachází se asi 1,5 kilometru severovýchodně od Stebna a čtyři kilometry jižně od centra Ústí nad Labem, na severním okraji náhorní roviny Českého středohoří, zvané Podlešínská pláň. Od vesnice severovýchodním směrem do údolí řeky Labe prudce spadá Podlešínský potok s tzv. Vaňovským vodopádem.
Podlešín leží v katastrálním území Podlešín u Stebna o rozloze 2,78 km².

## Historie
První písemná zmínka o vesnici pochází z roku 1227.

## Obyvatelstvo
Při sčítání lidu v roce 1921 zde žilo 198 obyvatel (z toho 98 mužů) německé národnosti, kteří se kromě čtyř evangelíků hlásili k římskokatolické církvi. Podle sčítání lidu z roku 1930 měla vesnice 182 obyvatel: třináct Čechoslováků, 166 Němců a tři cizince. Kromě devíti evangelíků a pěti lidí bez vyznání byli římskými katolíky.
|                                                                              | 1869 | 1880 | 1890 | 1900 | 1910 | 1921 | 1930 | 1950 | 1961 | 1970 | 1980 | 1991 | 2001 | 2011 |
| ---------------------------------------------------------------------------- | ---- | ---- | ---- | ---- | ---- | ---- | ---- | ---- | ---- | ---- | ---- | ---- | ---- | ---- |
| Obyvatelé                                                                    | 181  | 170  | 178  | 189  | 210  | 198  | 182  | 104  | 83   | 90   | 69   | 42   | 62   | 54   |
| Domy                                                                         | 33   | 34   | 33   | 35   | 35   | 35   | 37   | 36   | .    | 22   | 18   | 23   | 24   | 25   |
| Počet domů z roku 1961 je zahrnut v celkovém počtu domů místní části Stebno. |      |      |      |      |      |      |      |      |      |      |      |      |      |      |

## Pamětihodnosti
- Kaple svatého Jana a Pavla, pseudogotická obdélná stavba s trojúhelníkovým štítem zakončeným hranolovou vížkou.
- Pomník padlým v první světové válce